# Apaliunasz

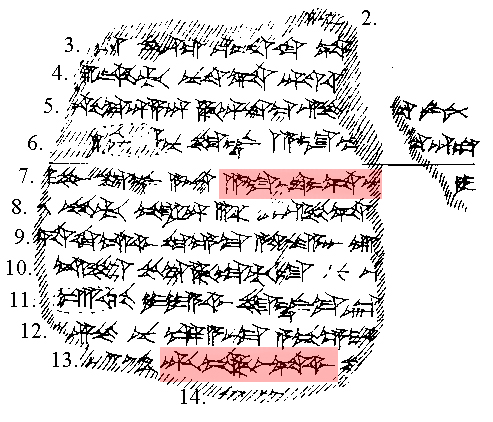
A CTH#76B egy töredéke Apaliunasz nevével (13. sor)

Apaliunasz (vagy Appaliunasz, D[...]ap-pa-li-u-na-aš 𒀭[...]𒀊𒉺𒇷𒌋𒈾𒀸) valószínűleg hettita vagy luvi isten neve. Egyetlen előfordulása a CTH#76 katalógusszámú Alakszandusz-szerződésben van. Ezt Alakszandusz viluszai király kötötte II. Muvatallisszal. A név töve (apaliun) nyilvánvaló rokonságban áll a görög Apollón nevével. Valószínűleg a dór Απέλλων áll legközelebb az eredetihez, mivel az a → e hangzóváltás a luvi és görög nyelvek között általánosnak tekinthető (lásd Tavagalavasz → Eteoklész). Levezethető belőle az etruszk Apulu névalak is.
Emellett azonban korábbi keleti mítoszokban is feltűnik. A hurriknál Aplu. A név végső soron Nergalra vezethető vissza, akit a „Fiú” (= aplu, szó szerint „örököse valakinek”, sumer IBILA ) jelzővel is illettek, utalva arra, hogy a főisten, Enlil fia. A görög mitológiában Apollón szintén növényi jellegű istenség és a főisten, Zeusz fia. A hettita Apaliunasz esetében nem tudni, hogy a Zeusszal azonosítható Viharisten gyermeke-e, de feltehető. A Nergallal fennálló kapcsolata is megmaradt. A hurri Apluval együtt a pestishez is közük van. Aplu pestis segítségével védte tisztelőit, az Iliaszban a trójaiak imájában pestist kérnek Apollóntól az akhájok ellen, a Héraklész legendakörben pedig a hitszegő Laomedón Trójáját bünteti pestisjárvánnyal. A pestis és a napisten összekapcsolása egyértelműen mezopotámiai eredetű jelenség.
Mindent összevetve a jelenlegi álláspont többnyire az, hogy Apaliunasz azonos a trójai mondakörben ábrázolt Apollón istennel, Vilusza azonos Ilionnal és Taruisza város Trójával. Apaliunasz egy újabb kapcsolódási pont a hettita és görög mitológia között. Első értelmezéseiben még előfordult, hogy az átvételt görög→hettita irányban határozták meg, aminek azonban ellentmond az aplu akkád szó és az Aplu nevű hurri isten, valamint a további mezopotámiai párhuzamok léte. Ezért ma már kijelenthető, hogy Apollón isten a hettitákon keresztül az akkádoktól érkezett a görögökhöz és az etruszkokhoz.